# Batallón Xatruch

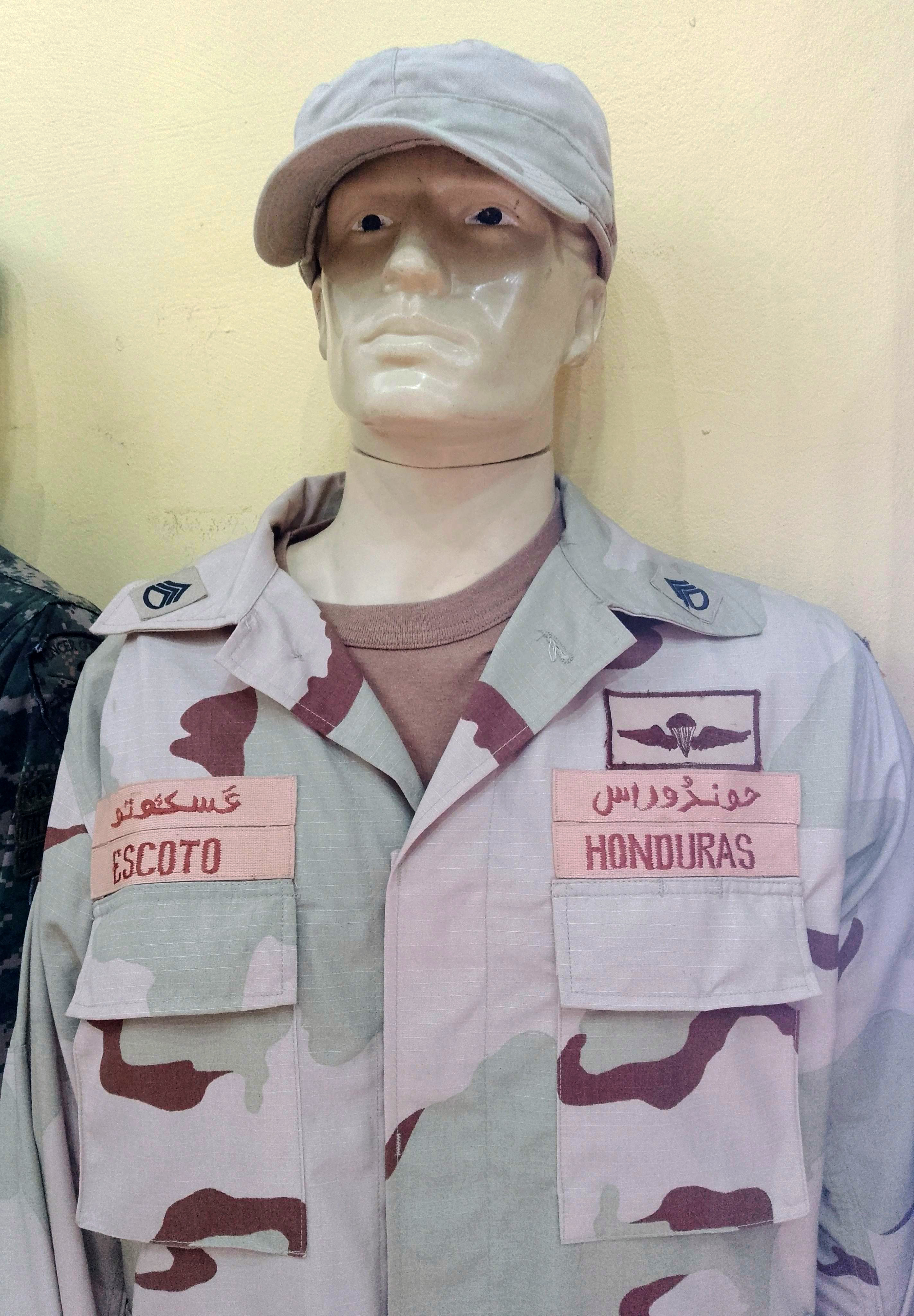
Uniforme del Batallón Xatruch utilizado en 2004 en exposición en el Museo Militar de Honduras.

Batallón Xatruch fue un contingente de las Fuerzas Armadas de Honduras enviados para garantizar la seguridad y la reconstrucción de Irak, después de la guerra.  

## Etimología
A la tropa se le llamó Tarea Xatruch en honor del General Florencio Xatruch.

## Historia
En el mes de agosto de 2003, el presidente constitucional de la república de Honduras, Licenciado Ricardo Maduro envió una tropa compuesta de 370 elementos de las fuerzas armadas hondureñas, personal técnico y soldados a Irak en apoyo del contingente militar internacional liderado por los Estados Unidos de América.
El grupo incluyó a 40 funcionarios, 22 suboficiales, 21 personal técnico y 287 soldados. En fecha 11 de agosto partieron a España a realizar un período de entrenamiento y luego se trasladarían a las localidades iraquíes de Nasiriya, Kerbala y Nayaf, donde se unieron a 360 salvadoreños, 230 nicaragüenses, 300 dominicanos y 1.300 españoles entre oficiales y soldados.